# Кремль (канонерская лодка)
«Кремль» — советская речная канонерская лодка, оборудованная в начале Отечественной войны из мобилизованного парового колёсного буксира. В августе 1941 года отличилась в боях по ликвидации немецкого плацдарма у села Окуниново на Днепре.

## Строительство
В 1932 году завод «Ленинская кузня» в Киеве спроектировал и начал серийное производство первой советской паровой компаундной машины мощностью в 400 л.с. с парораспределителем Ленца. Это позволило начать строительство серии паровых колёсных буксиров в рамках проекта СБ-51. Суда имели цельносварной корпус, просторные помещения, каюты на 1—2 человека, душевую и прачечную. Головным в серии стал буксир «Смольный».
По предвоенному мобилизационному плану четыре таких парохода нужно было мобилизовать и переоборудовать в канонерские лодки, которые по тогдашней классификации имели артиллерию главного калибра более 76 мм. Переоборудование включало усиление конструкции судна, чтобы выдерживать напряжения от отдачи орудий, 6-мм бронирование снарядных погребов и броневой боевой рубки.

## История службы
С началом войны «Кремль» мобилизовали 23 июня 1941 года по предвоенному плану и к 7 июля полностью переоборудовали в военный корабль на заводе им. И. В. Сталина в Киеве. Его командиром стал лейтенант запаса Градинович Ф. И. 11 июля «Кремль» включили в состав Днепровского отряда речных кораблей (ОРК) Пинской военной флотилии (ПВФ) для действий на участке Триполье — Ржищев. 2 августа, когда немецкие войска приблизились к Киеву с юга, корабль совместно с однотипной канонеркой «Каганович» ведёт огонь по вражеским целям у сёл Козин и Плюты. 4 августа «Кремль» включили в состав Киевского отряда речных кораблей (ОРК) Пинской военной флотилии (ПВФ) для действий на южном фланге Киевского укреплённого района.
22 августа он получил приказ прикрывать припятскую переправу отступающей 5-й армии Юго-Западного фронта. Но переправа закончилась быстрее, чем предполагалоссь, и канонерская лодка успела дойти лишь до местечка Чернобыль.
Вечером 23 августа передовой отряд 111-й пехотной дивизии немцев, усиленный самоходными орудиями StuG III, опрокинул отступающие по приказу, но плохо организованные части 27-го стрелкового корпуса 37-й армии Юго-Западного фронта и захватил плацдарм на левом берегу Днепра у села Окуниново. Таким образом корабли ПВФ, действовавшие севернее, оказались отрезаны от Киева, где в то время находился штаб флотилии. Советское командование узнало о неудаче лишь утром 24 августа. Тогда же был дан ряд приказаний, в том числе авиации и кораблям ПВФ любой ценой уничтожить окуниновский мост, оказавшийся в руках противника.
В этой обстановке «Кремль» несколько раз в одиночку выходил днём 25 августа с севера к окуниновскому мосту, захваченному противником, и обстреливал его. В эти же часы с юга мост обстреливала канонерская лодка «Верный». В результате совместный действий кораблей ПВФ и авиации одна из ферм моста обрушилась.
В ночь на 26 августа 1941 года «Кремль» совместно с другими кораблями флотилии участвует в прорыве в Киев из района Чернобыль - Домантово, мимо немецкого окуниновского плацдарма. Канонерка попала под сильный обстрел, во время которого старалась оказать помощь другим прорывающимся кораблям. Среди экипажа был 1 убитый и не менее 5 раненых. Утром 26 августа, идя в Киев, «Кремль» приблизился к селу Тарасовичи, когда его с запада атаковали 10 немецких бомбардировщиков. Во время боя команда корабля смогла сбить один самолёт противника. В то же время «Кремль» получил прямое попадание в нос и в корму, где загорелись снаряды. После чего канонерка быстро затонула. В ходе этого неудачного боя 21 член экипажа погиб. Ещё 1 краснофлотец перебежал к немцам, которые составили протокол его допроса.
31 августа 1941 года «Кремль» исключили из списков кораблей ВМФ по приказу командующего флотом.